# Paradromulia albimaculata
Paradromulia albimaculata är en fjärilsart som beskrevs av W. Warren 1902. Paradromulia albimaculata ingår i släktet Paradromulia och familjen mätare. Inga underarter finns listade i Catalogue of Life.